# Macoma extenuata
Macoma extenuata är en musselart som beskrevs av Dall 1900. Macoma extenuata ingår i släktet Macoma och familjen Tellinidae. Inga underarter finns listade i Catalogue of Life.